# Delahaye Type 52
Der Delahaye Type 52 ist ein frühes kleines Lkw-Modell an der unteren Grenze zum Transporter oder Lieferwagen. Hersteller war Automobiles Delahaye in Frankreich.

## Beschreibung
Die Fahrzeuge wurden zwischen 1911 und 1913 hergestellt.
Der Type 52 A hat einen Ottomotor mit 16 PS Leistung und bietet 800 kg Nutzlast.
Der Type 52 B hat einen stärkeren Motor, der 20 PS leistet, und 1200 kg Nutzlast.
1911 wurden 180 Fahrzeuge an die französische Post in Paris geliefert.